# Campanya contra els kara koyunlu (1395)
La campanya contra els kara koyunlu de 1395 va ser encarregada per Tamerlà al seu fill Miran Xah i als seus amirs, amb el suport de Pir Muhammad. Pir Muhammad va sortir a combatre els turcmans i, amb l'ajuda de tropes manades pel príncep kurd Malik Izz al-Din, va perseguir a Kara Yusuf fins a l'Awnik, però no el va poder atrapar. Pir Muhammad va decidir retornar a Fars, passant per Tabriz i Sultaniya.
Timur havia enviat 3000 homes a Samarcanda manats pels amirs Shams al-Din Abas i Ghiyath al-Din Terkhan; els amirs van passar per Derbent, Ardebil i Tabriz i allí van saber que Kara Yusuf havia reunit un fort contingent de turcmans prop de l'Alatagh a pocs km a l'est de Nakhitxevan. Els amirs de Miran Shah (virrei de l'Azerbaidjan, que havia estat ferit a la batalla de Terek) que havien restat a Tabriz van prendre precaucions i van obtenir ajut dels amirs al servei de Pir Muhammad de Fars (Abu Said Barles, Bekish, Doler Khoja i Tukel Bahadur).
Pir Muhammad, que havia estat enviat de retorn al Fars per Timur, va sortir a combatre els turcmans i al arribar a Khoy se li van unir Tezik i Jalik amb tropes i van marxar tots junts; els exploradors de Kara Yusuf estaven al congost de Kara Derra, a la moderna frontera entre Turquia i l'Iran i allá els va anar a buscar Pir Muhammad; els exploradors van fugir cap al campament de Kara Yusuf que estava a Bend Mahi (prop del llac Van) que quan va saber que s'acostaven forces timúrides, va fugir. A Pir Muhammad se li van afegir tropes manades pel príncep kurd Malik Izz al-Din i van perseguir a Kara Yusuf fins a l'Awnik, però no el van poder atrapar. Pir Muhammad va decidir retornar a Fars i va passar per Tabriz i després per Sultaniya on fou rebut per la princesa Khan Zade, retornant tot seguit a Siraz.